# Гарштя Валентин Михайлович
Валентин Михайлович Гарштя (нар. 21 вересня 1949) — радянський і молдовський футболіст, який виступав на позиції захисника. Відомий за виступами у низці радянських футбольних клубів другого і третього радянських дивізіонів, грав також у клубі найвищого дивізіону Молдови «Молдова» (Боросеній-Ной). Після закінчення виступів на футбольних полях — молдовський футбольний тренер.

## Клубна кар'єра
Валентин Гарштя є вихованцем футбольної школи клубу «Молдова» з Кишинева, першим його тренером був Євген Попандопуло. У 1967—1968 роках Гарштя виступав у дублюючому складі кишинівської команди. У 1969 році футболіст грав у складі армійської команди СКА (Одеса), наступного року грав за аматорську армійську команду. У 1971—1972 роках Валентин Гарштя грав за команду другої ліги «Спартак» з Могильова, у 1973 році за іншу друголігову команду «Шахтар» (Кадіївка). У 1974 році розпочав сезон у команді першої ліги «Таврія» з Сімферополя, проте в основний склад не проходив, тому закінчував сезон у команді другої ліги «Локомотив» з Херсона. У 1975 році футболіст перейшов до складу команди першої ліги «Спартак» з Івано-Франківська, цього разу був футболістом основного складу, зіграв протягом сезону 32 матчі. У 1976—1977 роках грав за команду другої ліги «Сперанца» (Дрокія). Надалі тривалий час Валентин Гарштя виступав за аматорські команди в Молдові, а пізніше перейшов на тренерську роботу. У сезоні 1993—1994 років він вже як граючий тренер зіграв 3 матчі у найвищого дивізіону Молдови за клуб «Молдова» з Боросеній-Ной. Надалі Валентин Гарштя працював тренером юнацьких команд у структурі футбольного клубу «Зімбру» та завучем центру підготовки юнацьких команд. У 2014 році Футбольна федерація Молдови включила Валентина Гарштя до комісії з розслідування підозр на договірні матчі.